# Guerre adalo-éthiopienne
Batailles
La guerre Adal-Éthiopie est un conflit militaire qui a opposé l'Empire éthiopien au sultanat d'Adal de 1527 à 1543. Cette guerre faillit s’achever par l’anéantissement de l’Empire chrétien par les troupes de l’imam Ahmed Ibn Ibrahim Al-Ghazi (Ahmed Gragne, 1506-1543) qui convertissent à l'islam les populations conquises. Les deux parties sont soutenues chacune par une grande puissance : le sultanat d’Adal par l'Empire ottoman et les Éthiopiens par le royaume du Portugal. Le rôle de ce pays chrétien européen représenté par Cristovao de Gama est décisif puisque l’Empire éthiopien remporte le conflit en 1543. Toutefois, cette guerre est coûteuse et permet aux peuples oromos de migrer massivement et de s’installer définitivement en Éthiopie dans les territoires qu’ils habitent aujourd’hui. Selon plusieurs historiens, cette guerre est à l’origine de l’hostilité entre la Somalie et l’Éthiopie.

## Déroulement de la guerre

### Origines
Selon un manuscrit éthiopien du XIXe siècle, en 1527, Ahmed al-Ghazi refuse de payer un tribut à l'empereur Dawit II. Attaqué par une armée éthiopienne dirigée par « Digal » ou « Dagalhan », Ahmed la défait, puis réussit à rallier des tribus somalis et afars à sa cause. En 1527, le djihad est lancé contre Dawit II, negusä nägäst d’Éthiopie. Ces invasions sont soutenues par plusieurs Falashas et certains chrétiens orthodoxes éthiopiens qui sont opposés au règne de Dawit II.

### Conquête de l'Abyssinie
Le 18 mars 1528, Ahmed remporte une première bataille à Shimbra Kure, une victoire importante puisque prouvait ainsi la capacité des troupes musulmanes de battre des forces de l’Empire éthiopien. En 1531 Ahmed remporte la bataille d'Antoukyah. L’utilisation de canons par les troupes de l'Adal sème la panique parmi les Éthiopiens malgré les soins qu'a apportés Eslamu dans le déploiement de ses hommes. Puis une troisième victoire arrive la même année le 28 octobre ; à la suite de celle-ci, les troupes impériales éthiopiennes se dispersent et les forces d'Ahmed s’emparent de trésors impériaux. Dans le contexte de la guerre navale entre Portugais et Ottomans, Ahmed bénéficie du soutien de ces derniers. Grâce aux armes à feu turques, il réussit, en deux ans, à contrôler une grande partie du pays : il occupe le Daouaro et le Choa, l’Amhara et le Lasta, soumet au passage Balé, Hadiya et Sidamo et efface la chrétienté du Kembata. Il dévaste les hauts-plateaux, brûle les églises, pille les villes et les monastères. Seuls le Tigré, le Bégemeder et le Godjam sont épargnés. En 1533, Gragn lance toutes ses forces contre les provinces du Nord. Il envahit le Tigré et rencontre une résistance dans la province de Seraye, qui fait partie du royaume du Medri Bahri, menée par Adkamé Melaga qui résiste jusqu'à la fin de la guerre.
Il achève la conquête de l’Abyssinie, à l’exception de quelques régions montagneuses où se sont réfugiés le negus Dawit II et ses partisans. Le pays est dévasté à tel point que les envahisseurs eux-mêmes souffrent de la famine.

### Arrivée des troupes portugaises
Un corps expéditionnaire portugais dirigé par Christophe de Gama débarque à Massaoua, au nord de l'Éthiopie, en 1541 pour soutenir le negus Gelawdewos, successeur de Dawit II. Il remporte un premier succès en franchissant l’Amba-Sénéïti, puis arrive début avril 1542 au sud de Mekele où ils se retranche devant le gros des troupes de Gragne. En deux batailles au nord de l’Amba Alagi, il débande les musulmans, et blesse l’iman Ahmed. Mi-avril, le corps expéditionnaire atteint la plaine d’Ofala, au sud du lac Achangui, alors que la saison des pluies arrive. Ces victoires permettent aux soldats musulmans de pénétrer les hauts plateaux éthiopiens où ils pillent, détruisent et brûlent de nombreuses églises dont Atronsa Maryam, où se trouvaient les restes de plusieurs empereurs d’Éthiopie. Les non-musulmans amharas et tigrés furent persécutés.
le 28 août 1542 à Ofla près du lac Ashangi (en) l'armée somali de l'imam Ahmed Gragne remporte la bataille de Wofla qui est marquée par la mort de Christophe de Gama ainsi que d'une bonne partie du corps expéditionnaire portugais. L'Imam Ahmad oblige les Portugais à fuir leur campement fortifié et à laisser leurs armes derrière eux. Deux cents survivants se replient vers le Simien avec la reine Sabla Wengel et le prêtre catholique João Bermudes. En fuyant le champ de bataille avec 14 soldats, Gama a été capturé par des adeptes de l'Imam Ahmad, il a ensuite été amené devant ce dernier qui l'a torturé puis décapité.
Joseph François Lafitau témoigne des événements de l'époque : « Conduit en la présence du roi vainqueur, Grada Ahmed lui demanda ce qu'il aurait fait de lui en pareille occasion s'il l'avait pris. Gama sans s'étonner lui répondit fièrement : “je t'aurais fais trancher la tête, couper ton corps en quartiers que j'aurais fait suspendre en divers endroits, pour y servir d'exemple et d'épouvantail aux tyrans” […] il lui coupa la tête de sa propre main, et exécuta sur lui le reste de la sentence qu'il avait prononcé contre lui-même. […] »
À la suite de cette bataille, les forces de l'Adal progressent jusqu'à leur arrêt lors de la bataille de Wayna Daga.

## Conséquences de la guerre
En 1540, après la mort de Dawit II et la capture par les musulmans de son héritier, l'Impératrice est dans l’incapacité de contre-attaquer, la capitale de l’Empire est assiégée. En 1543, les troupes éthiopiennes du nouveau negusä nägäst Gelawdewos, avec l’aide des Portugais, mettent fin aux attaques. Bien que Christophe de Gama soit capturé à la bataille de Wofla, puis décapité, Ahmed est tué lors de la bataille de Wayna Daga.
En 1550, les Éthiopiens ripostent aux premières agressions de Nur ibn al-Wazir Mujahid le successeur d'Ahmed Ibn Ibrahim, en 1550-1551, Harar est mise à sac par les Éthiopiens. Cinq ans plus tard, Nur ibn al-Wazir envahit le Fatajar. Le négus Gelawdewos est battu et décapité au cours d’une bataille le jour du Vendredi saint. Sa tête est portée à Harrar et présentée à la veuve de Ahmed Ibn Ibrahim, puis exposée pendant trois ans au sommet d’un pilier.
À partir de 1563, le négus Sarsa-Dengel attaque l’Adal, qui s’allie avec le gouverneur du Tigré Yésahq (en). Il anéantit définitivement sur le Chébéli l’armée reconstituée de Harar. En 1577, le petit-cousin d'Ahmed, Ibrahim Gasa, quitte Harar et fonde le sultanat d'Aussa avec pour capitale Assaita. La cité de Harar devient indépendante.
Pour l’historien Mohammed Hassen, la faiblesse des participants à l’issue du conflit a permis aux peuples oromos de migrer vers les terres au sud du Nil Bleu à l’est de Harar où ils se sont installés définitivement.